# Andrei Hropotinschi
Andrei Hropotinschi (în rusă Андрей Георгиевич Хропотинский; n. 19 august 1942, Dîngeni, raionul Ocnița, Republica Moldova – d. 1 august 2011, Tiraspol, Republica Moldova) a fost un critic literar, scriitor, folclorist și traducător sovietic moldovean și transnistrean, cunoscut pentru contribuțiile sale în domeniul criticii literare, al folclorului și al traducerilor literare.

## Biografie
Andrei Hropotinschi s-a născut la 19 august 1942 în satul Dîngeni (pe atunci în județul Hotin, Regatul României, azi în raionul Ocnița, Republica Moldova). A absolvit Universitatea de Stat din Moldova în anul 1965.

### Activitate profesională
Începând cu 1966, Hropotinschi a publicat numeroase lucrări de critică literară, printre care:
- Evoluția prozei contemporane (1978)
- Revelația slovei artistice (1979)
- Treptele creației – trepte ale măiestriei (1981) – monografie dedicată scriitorului Vladimir Beșleagă
- Reflecții critice (1986)
- Problema vieții și a creației (1988)

De asemenea, a acordat o atenție deosebită legăturilor dintre literatură și folclor, publicând articole și recenzii despre cinematografia moldovenească și arta teatrală din Republica Moldova. A scris și schițe satirice, dintre care cele mai cunoscute sunt reunite în ciclul Teleleu Tănasă.

### Activitate de traducător
În calitate de traducător, Hropotinschi a transpus în limba moldovenească opere precum:
- Jalnic cântă pitpalacul de I. Cigrinov
- Sub cer de vară de V. Bubnis

A tradus și o culegere de folclor moldovenesc în limba rusă.

### Ultimii ani
Hropotinschi s-a opus revenirii la alfabetul latin, susținând că "moldovenii au folosit alfabetul chirilic cu 500 de ani înaintea românilor". El considera că moldovenii și românii sunt 2 popoare distincte, iar moldovenii sunt mai apropiați de ruși decât de români. După războiul din Transnistria, Hropitinschi s-a stabilit la Tiraspol. El a scris manuale de limba moldovenească pe baza alfabetului chirilic, folosite în școlile controlate de separatiștii transnistreni. A făcut parte din conducerea Uniunii Scriitorilor din Transnistria.
Andrei Hropotinschi a decedat la 1 august 2011, la Tiraspol. Un jurnalist de la Evenimentul Zilei a scris că i-a luat un interviu lui Hropotinschi cu câteva luni înainte de decesul acestuia, și părea perfect sănătos, susținând ca moartea lui, la fel ca și cea a lui Valeriu Senic, ar fi suspectă.

## Lucrări publicate
- Brigadirul (1977)
- Evoluția prozei contemporane (1978)
- Revelația slovei artistice (1979)
- Treptele creației – trepte ale măiestriei (1981)
- Reflecții critice (1986)
- Problema vieții și a creației (1988, o analiză a operei lui Ion Druță)